# Khatyrkita
La khatyrkita es un mineral de la clase de los minerales elementos nativos. Fue descubierta en 1983 en las montañas Koryak, en Khatyrka, distrito de Beringovsky, Chukotka (Rusia), siendo nombrado por esta localidad. Un  sinónimo es su clave de la Asociación Mineralógica Internacional: IMA1983-085.

## Características químicas
Es una aleación de metales, con predominio de aluminio y menores cantidades de cobre y cinc. Sería un aluminuro.

## Formación y yacimientos
Se descubrió en cantos rodados negros a gris-verdosos que cubrían la zona expuesta a la intemperie y erosión de un depósito de serpentina, en la zona ultramáfica de Khatyrka.
Suele encontrarse asociado a otros minerales como la cupalita y aluminuros del cinc.